# Еші-бай-Шпіц
Еші-бай-Шпіц (нім. Aeschi bei Spiez) — громада  в Швейцарії в кантоні Берн, адміністративний округ Фрутіген-Нідерзімменталь.

## Географія
Громада розташована на відстані близько 38 км на південний схід від Берна.
Еші-бай-Шпіц має площу 31 км², з яких на 5,1% дозволяється будівництво (житлове та будівництво доріг), 46,4% використовуються в сільськогосподарських цілях, 27,4% зайнято лісами, 21,1% не є продуктивними (річки, льодовики або гори).

## Демографія
2019 року в громаді мешкало 2244 особи (+8,9% порівняно з 2010 роком), іноземців було 5,9%. Густота населення становила 72 осіб/км².
За віковим діапазоном населення розподілялося таким чином: 20,2% — особи молодші 20 років, 58,3% — особи у віці 20—64 років, 21,5% — особи у віці 65 років та старші. Було 1008 помешкань (у середньому 2,2 особи в помешканні).
Із загальної кількості 997 працюючих 164 було зайнятих в первинному секторі, 150 — в обробній промисловості, 683 — в галузі послуг.